# Abadzechskaja
Abadzechskaja (in lingua russa Абадзехская) è un centro abitato dell'Adighezia, situato nel Majkopskij rajon. La popolazione era di 3.601 abitanti al dicembre 2018. Ci sono 52 strade.

## Geografia
Si trova sulla riva destra del fiume Belaja, alla confluenza dell'affluente Fjuntv. Il villaggio si trova 28 km a sud di Majkop e 8 km a nord del villaggio di Kamennomostskij. Il punto di sosta del ramo Majkop-Chadžoch della ferrovia nord-caucasica si trova sulla sponda opposta del fiume, nel villaggio di Pervomaijskij, al quale Abadzechskaja è collegato da un ponte.
È circondato da boschi di querce, carpini, frassini e aceri.

## Storia
Fondato nel 1861 o nel 1862, il nome deriva dall'etnonimo Abadzeki, gruppo etnico Adighè, i cui rappresentanti vivevano in questi luoghi prima della guerra caucasica (russo-circassa). Fino alla fine delle ostilità nel 1864, il villaggio era in prima linea.
Faceva parte dell'oblast' del Kuban' nel dipartimento di Majkop.